# Futuro Brillante
Futuro Brillante (en islandés Björt framtíð) es un partido político de centro de Islandia. El partido es miembro del Partido de la Alianza de los Liberales y Demócratas por Europa.

## Historia
El partido fue fundado el 4 de febrero de 2012. En las elecciones generales de 2013, se postularon por este partido dos miembros del Parlamento, Guðmundur Steingrímsson (que desertó del Partido Progresista) y Róbert Marshall (que desertó de la Alianza Socialdemócrata). Guðmundur había sido elegido como candidato del Partido Progresista, pero dejó el partido para postularse como candidato independiente. En 2012, Guðmundur formó el partido Futuro Brillante con el Mejor Partido (en islandés Besti flokkurinn), con el que comparte siglas en islandés, "BF". El partido se formó para comparecer en las elecciones parlamentarias de abril de 2013. El partido obtuvo seis escaños, por lo que es el quinto más grande en el Alþingi, pero desde entonces ha caído significativamente en los sondeos de opinión.

## Ideología
El partido apoya la adhesión de Islandia a la Unión Europea y la adopción del Euro como moneda.

## Resultados electorales
| Elección | Votos  | %    | Escaños | +/– | Posición | Gobierno                    |
| -------- | ------ | ---- | ------- | --- | -------- | --------------------------- |
| 2013     | 15.583 | 8,25 | 6/63    | 6   | 5°       | Oposición                   |
| 2016     | 13.578 | 7,20 | 4/63    | 2   | 6°       | Coalición con IP y Viðreisn |
| 2017     | 2.394  | 1,2  | 0/63    | 4   | 9°       | Extraparlamentario          |